# MRスペクトロスコピー
MRスペクトロスコピー (英: magnetic resonance spectroscopy, MRS) は核磁気共鳴画像法 (MRI) の手法のひとつ。ある分子中の原子核の磁場は、付近に存在する原子核によって作られる磁場の影響を受け、同じ原子核であっても周囲の環境によりわずかに共鳴周波数の違いが生じる（化学シフト）。そのシフトの大きさと信号強度を利用して生体内の分子の種類、成分などを調べる手法である。
原子核の中でプロトン1Hを利用したものを1H-NMRスペクトロスコピー、31Pを利用したものを31P-NMRスペクトロスコピーという。臨床用のMRIを用いてMRSを画像化したものを MRSI (MR spectroscopic imaging) とよぶこともある。